# Execution Dock
Das Execution Dock lag im Londoner Stadtteil Wapping an der Themse. Es wurde mehr als 400 Jahre lang (noch bis 1830) zur Hinrichtung von Piraten, Schmugglern und Meuterern genutzt, die vom britischen Seegericht zum Tode durch Hängen verurteilt worden waren.

## Geschichte

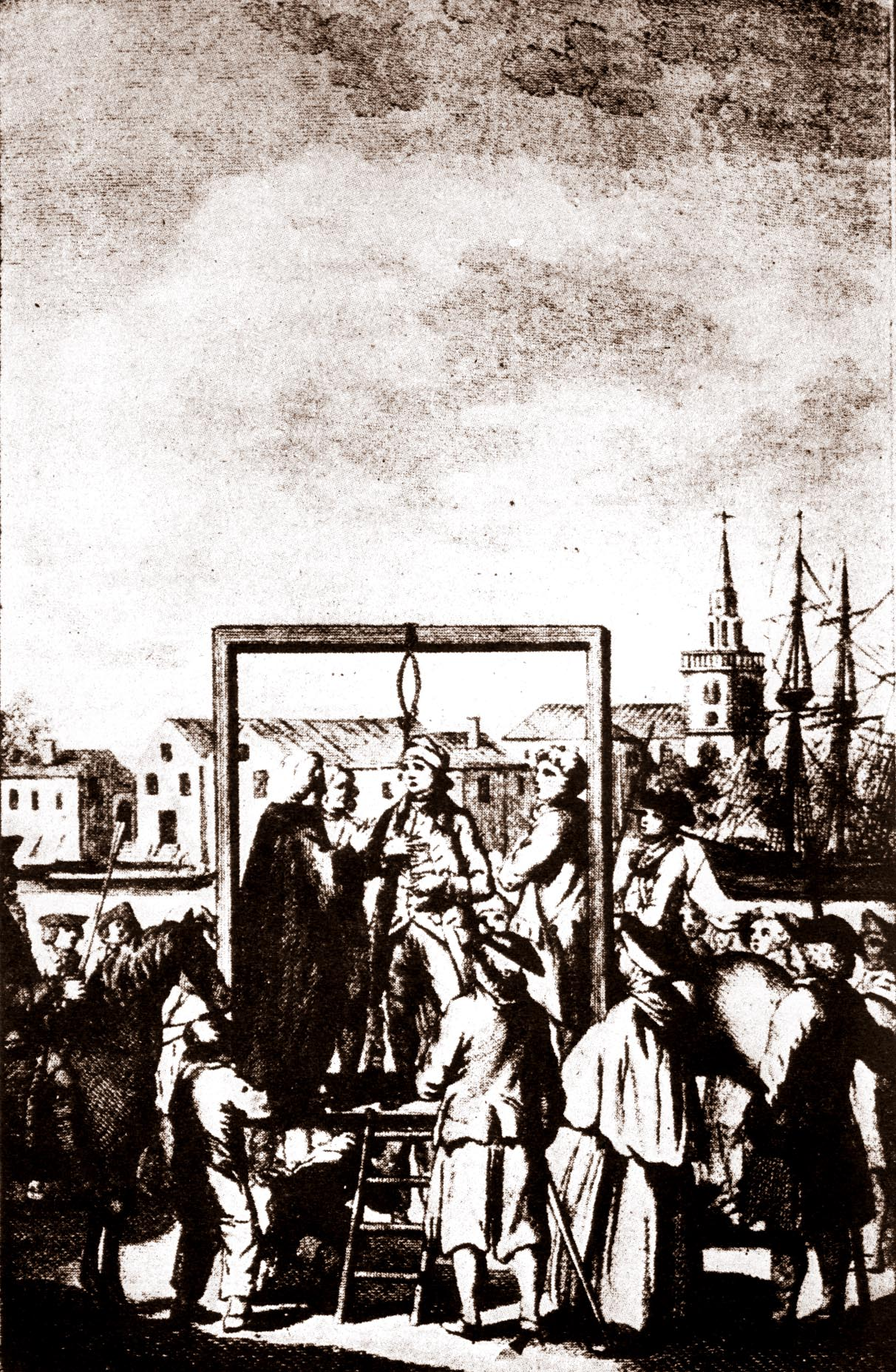
Erhängung eines Bukaniers am Execution Dock

Die britische Admiralität hatte nur die Gerichtsbarkeit über Verbrechen auf See, so lag die entsprechende Hinrichtungsstätte in ihrem Einflussbereich im Themse-Ästuar an der Flutmarke. Die Verurteilten wurden vom Marshalsea-Gefängnis über die London Bridge hinter dem Tower eskortiert, bevor sie im Execution Dock öffentlich hingerichtet wurden. Die Gefangenen wurden vor ihrer Hinrichtung mit einem Kaplan zusammengebracht, der sie dazu ermuntern sollte, ihre Sünden zu beichten. Dann wurden sie auf das Execution Dock geführt, damit ihre Strafe vollstreckt würde.
Mit ausgesuchter Grausamkeit wurden Delinquenten, die wegen Piraterie verurteilt worden waren, an gekürzten Stricken gehängt. Dies bedeutete für sie einen langsamen Tod am Galgen durch Ersticken, da die Fallhöhe nicht ausreichte, um ihnen das Genick zu brechen. Man nannte das „Marshall’s Dance“, weil die Extremitäten des Körpers oft zu „tanzen“ schienen. Nach der Hinrichtung wurden die Leichen nicht abgeschnitten, wie das beim Aufhängen an Land, wie beispielsweise in Tyburn, geschah. Stattdessen blieben sie üblicherweise so lange hängen, bis mindestens drei Fluten über ihren Kopf hinweggegangen waren. Die schlimmsten Verbrecher wurden dann geteert und am Graves Point (Kent) an der Themsemündung „gibbetiert“, also ihre Leichen an Galgen in Käfigen als Abschreckung für andere Piraten aufgehängt.
Ein Bericht in The Gentleman’s Magazine vom 4. Februar 1796 beschreibt eine typische Hinrichtung auf Londons Execution Dock:

„Heute Morgen kurz nach 10.00 Uhr wurden Colley, Cole und Blanche, die drei Seeleute, die für den Mord an Kapitän Little verurteilt worden waren, aus Newgate hinausgebracht und in einer feierlichen Prozession zum Execution Dock geleitet, um dort die Strafe zu erhalten, zu der sie verurteilt worden waren. Auf dem Wagen, auf dem sie transportiert wurden, befand sich eine erhöhte Bühne, auf der Colley, der Anstifter zum Mord in der Mitte und seine beiden elenden Mordgesellen, der Spanier Blanche und der Mulatte Cole, zu seiner linken und rechten Seite saßen, und hinten, auf einer weiteren Bank, die beiden Scharfrichter.
Colley erschien wie unter Drogen und kaum noch wach und die beiden (anderen) ließen wenig Einfühlungsvermögen in ihre Situation erkennen und wollten auch nicht in ihrer letzten Stunde beichten. Um ca. Viertel vor Zwölf wurden sie inmitten einer riesigen Menge von Zuschauern losgebunden.
Auf dem Weg zu ihrem Hinrichtungsort fuhren ihnen der Lord High Admiral in seinem Wagen und der Vizemarschall mit einem silbernen Ruder voran; dann folgten die beiden Stadtmarschälle auf Pferden, die Beamten des Sheriffs usw. Die ganze Kavalkade bewegte sich mit großer Feierlichkeit.“

Der bekannte Captain Kidd, der wegen Piraterie und Mord verurteilt worden war, wurde vom Newgate-Gefängnis aus 1701 auf dem Execution Dock hingerichtet. Während seiner Hinrichtung riss das Seil und Kidd wurde erst im zweiten Versuch gehängt. Seine Leiche wurde danach in einem eisernen Käfig an der Themse für mehr als drei Jahre lang zur Schau gestellt, dem sogenannten Gibbeting.
George Davis und William Watts waren die letzten Verurteilten, die auf dem Execution Dock am 16. Dezember 1830 gehängt wurden.

## Heute

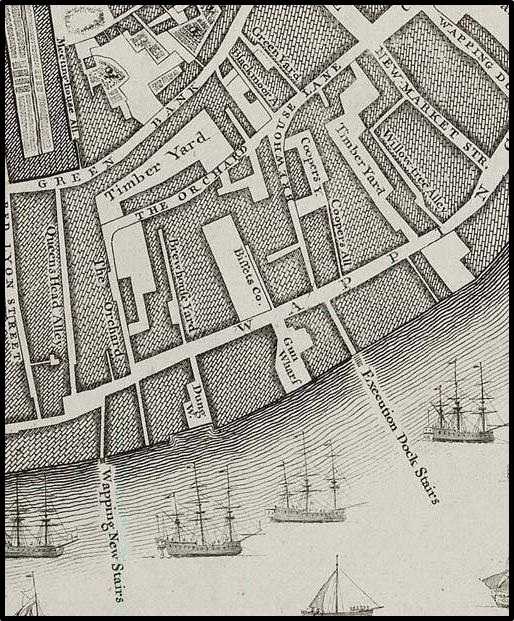
Rocques Landkarte (1746) zeigt die Treppen zum Execution Dock in Wapping

Einige Quellen geben an, dass ein großes E an der Themseseite des Gebäudes an der Sun Wharf (Wapping High Street 80) angibt, wo einst das Execution Dock stand. Eine andere Quelle gibt den ungefähren ehemaligen Standort als den der heutigen kleinen U-Bahn-Station an, etwa zwei Drittel des Weges entlang der Wapping High Street nach Osten.